# Исправление и наказание
«Исправле́ние и наказа́ние» — российский комедийный телесериал. Производством проекта занимается компания Good Story Media. Главную роль исполняет Анна Михалкова.
12 сентября 2021 года Анна Пармас получила приз за лучшую режиссуру на III фестивале телесериалов «Пилот» в Иваново.
Премьера телесериала состоялась 14 марта 2022 года на телеканале «ТНТ». Заключительная серия первого сезона вышла 6 апреля 2022 года. 7 апреля 2022 года в онлайн-кинотеатре Premier вышел фильм о телесериале.
21 июля 2022 года телесериал был продлён на второй сезон. С 11 августа по 17 ноября 2023 года прошли съёмки второго сезона. 
16 сентября 2024 года на телеканале «ТНТ» состоялась премьера второго сезона. Заключительная серия телесериала вышла в эфир 25 сентября 2024 года.

## Сюжет
После гибели олигарха Верхоланцева его родственники (молодая вдова, бывшая жена и двое её взрослых детей) начинают делить наследство. Бо́льшая часть его миллиардного состояния арестована, но выясняется, что перед смертью он оставил дочери от первого брака Алёне Неверовой нигде не учтённые 50 млн долларов, доступ к которым можно получить только с помощью 16-значного кода.
Полагая, что Алёна должна знать банковский код, Верхоланцевы приезжают к ней в небольшую деревушку, где она, простодушный и наивный человек, работает заместителем начальника по воспитательной работе «экспериментальной» колонии. В тщетных поисках кода Верхоланцевы поджигают её дом, за что приговорены судом к двухлетнему сроку лишения свободы, отбывать который им придётся именно в той колонии, где работает Алёна Неверова.

## Актёры и роли

### В главных ролях
| Актёр                       | Роль |
| --------------------------- | --- |
| Анна Михалкова              | Алёна Викторовна Неверова заместитель начальника колонии по воспитательной работе (1 сезон), исполняющая обязанности начальника колонии (2 сезон), капитан, дочь Виктора от первого брака |
| Тимофей Трибунцев           | Иван Георгиевич Зыков бывший заключённый колонии |
| Татьяна Лютаева             | Лидия Михайловна Верхоланцева вторая жена Виктора, мама Марины и Кости |
| Наталья Бардо               | Жанна Анатольевна Верхоланцева третья жена Виктора |
| Александра Макарская        | Марина Викторовна Верхоланцева дочь Виктора и Лиды, сестра Алёны и Кости |
| Владислав Прохоров          | Константин Викторович Верхоланцев сын Виктора и Лиды, брат Алёны и Марины |
| Михаил Пореченков (2 сезон) | Егор Васильевич Глебов новый начальник колонии, полковник |

### В ролях
| Актёр                            | Роль                                                                                     |
| -------------------------------- | ---------------------------------------------------------------------------------------- |
| Ольга Виниченко                  | Яна Николаевна секретарь начальника исправительного учреждения, подруга Алёны, лейтенант |
| Андрей Пынзару                   | Алексей Алексеевич Голованов надзиратель, прапорщик                                      |
| Игорь Грабузов                   | Игорь Витальевич Жуков сотрудник колонии, младший лейтенант, питающий симпатию к Жанне   |
| Людмила Любимова                 | Зинаида Павловна Быкова сотрудник колонии, прапорщик, питающая симпатию к Жукову         |
| Баин Бовальдинов                 | Чимит Цырёнов надзиратель, питающий симпатию к Марине                                    |
| Бесо Гатаев                      | Адил Джанович сокамерник Кости                                                           |
| Олег Кассин                      | «Сява» (Савелий Тябин) заключённый, приятель Гнутого                                     |
| Аграфена Петровская              | Дора (Дарья) Круглова заключённая                                                        |
| Татьяна Дорофеева                | Ксюша (Ксения) Себастьянова заключённая                                                  |
| Алексей Шило                     | «Гнутый» (Будько) заключённый, приятель Сявы                                             |
| Сергей Фёдоров                   | Семён Казанцев заключённый, приятель Ивана                                               |
| Борис Каморзин                   | Павел Идрисович Поляков начальник исправительного учреждения, подполковник               |
| Алексей Бычков                   | Цыплаков («Кулебяка») заключённый, повар                                                 |
| Лилия Шайхитдинова               | врач в лазарете                                                                          |
| Артур Ваха (1, 16 серии)         | Виктор Петрович Верхоланцев отец Алёны, Марины и Кости                                   |
| Сергей Фролов (1 сезон)          | Самсон Ляпко («Шнырь») заключённый                                                       |
| Борис Хвошнянский (2 сезон)      | отец Михаил                                                                              |
| Ксения Каталымова (2 сезон)      | Любовь Ивановна жена Ивана                                                               |
| Рухин Магеррамов (2 сезон)       | Рухин Исмаилов заключённый, питающий симпатию к Марине                                   |
| Владимир Устюгов (2 сезон)       | прокурор                                                                                 |
| Юлия Гришаева (2 сезон)          | Надя Чеснокова (Надежда Васильевна) заключённая, приятельница Лидии                      |
| Роман Мадянов (24, 31 серии)     | отец Павел духовный наставник отца Михаила                                               |
| Ольга Альбанова (1 сезон)        | Валентина Кудымова заключённая                                                           |
| Ирина Чипиженко (1 сезон)        | Клавдия Ильинична заключённая                                                            |
| Сергей Аброскин (1 сезон)        | Стас (Станислав Иванович Тарасов) заключённый, влюблён в Жанну                           |
| Александр Добровинский (1 серия) | адвокат Виктора Верхоланцева                                                             |
| Владимир Терещенко (1 серия)     | Лопахин                                                                                  |
| Михаил Трухин (8 серия)          | Анатолий отец Жанны                                                                      |
| Елена Соловьёва (8 серия)        | Наталья мать Жанны                                                                       |
| Галина Данилова (9, 13 серии)    | Анастасия жена Павла Идрисовича                                                          |
| Алексей Шемес (11 серия)         | «Митя Пермский» (Дмитрий Соколов) сотрудник ФСИН под прикрытием                          |
| Ильшат Латыпов (2 сезон)         | врач                                                                                     |
| Диана Мкртчян (2 сезон)          | медработница                                                                             |
| Елена Ковальчук (2 сезон)        | «гаишница»                                                                               |
| Анна Капалева (2 сезон)          | Валя                                                                                     |
| Ярослав Бунькин (2 сезон)        | Мишка                                                                                    |
| Ольга Руднева (2 сезон)          | Куприянова фсинщица                                                                      |
| Татьяна Плетнёва (2 сезон)       | Фсинщица                                                                                 |
| Даниил Симонян (2 сезон)         | зек                                                                                      |

## Список серий
| Сезон | Сезон | Серии | Период трансляции        |
| ----- | ----- | ----- | ------------------------ |
|       | 1     | 16    | 14 марта — 6 апреля 2022 |
|       | 2     | 16    | 16 — 25 сентября 2024    |

### Первый сезон
| № серии | Описание серии | Премьера      |
| ------- | --- | ------------- |
| 1       | Олигарх Виктор Петрович Верхоланцев трагически погибает. Его семья: сын Костя, дочь Марина, старая жена Лида и новая жена Жанна остаются без копейки денег. Они выясняют, что Виктор оставил огромные деньги в Швейцарском банке своей дочери от первого брака Алёне Неверовой. Они летят к Алёне, и в поисках 16-значного электронного ключа от банковского счёта, сжигают ей дом. За поджог суд приговаривает их к 2 годам колонии-поселения, где Алёна работает заместителем начальника по воспитательной части. Алёна объявляет о своих намерениях перевоспитать Верхоланцевых. | 14 марта 2022 |
| 2       | Из сожжённого дома Алёна переселяется в домик длительных свиданий на территории колонии, где уже проживает бывший осуждённый Иван Зыков. Алёна хочет воспитать в Косте мужество и просит его сокамерника кавказца Адила разыграть изнасилование. Костя со страху обливает себя бензином и требует, чтобы Алёну уволили. | 14 марта 2022 |
| 3       | Верхоланцевы замышляют побег. Алёна решает им помочь, чтобы самой же их и поймать, но при этом избавить от иллюзий того, что побег это выход. Жанна решает «подкатить» к начальнику колонии. Она вступает в конфликт с любовницей начальника Яной. | 15 марта 2022 |
| 4       | Алёна хочет вытравить из Жанны привычку пользоваться мужчинами. Указывает на судьбу Миледи из «Трёх мушкетёров». Жанна вступает в противостояние с Алёной, в ходе которого доказывает, что Алёна знает о мужчинах только по фильмам и книжкам, а в жизни таких мужчин не бывает. | 16 марта 2022 |
| 5       | Алёна предлагает Верхоланцевым простить все обиды, которые они держат на покойного отца, так, как это сделала сама Алёна и теперь счастлива. Но когда Алёна вызывается показать пример, выясняется, что она всё ещё страшно обижена на папу. | 17 марта 2022 |
| 6       | Алёна хочет помочь Лиде избавиться от алкогольной зависимости. По совету Ивана она решает впервые в жизни выпить вместе с Лидой. В результате именно Алёна напивается, и Лида понимает всё про её несчастную судьбу. Марина вступает в конфликт со своими соседками Дорой и Ксюшей, угрожает «сдать» их. Костя хочет проявить свои финансовые и менеджерские навыки, чтобы приблизиться к начальнику колонии. | 21 марта 2022 |
| 7       | Иван хочет помочь Алёне, но та решительно отвергает его помощь. Пытаясь загладить свою вину, она чуть не утопила их обоих. Лида не желает работать и принимает решение возродить «чёрную воровскую масть» и стать смотрящей на зоне. Марина хочет проявить активность в соцсетях, но в результате в сеть попадает видео о её нынешнем положении. | 22 марта 2022 |
| 8       | Алёна узнаёт, что Жанна уже много лет не общается с родителями. Желая их примирить, Алёна приглашает родителей в колонию на свидание с Жанной. Но вместо этого конфликт между Жанной и отцом разгорается с новой силой. Видно, что отец и дочь одинаково упёртые. Так очередная попытка Алёны сделать доброе дело заканчивается развалом семьи. Костя в своей борьбе с Жуковым пускается в очередную авантюру. | 23 марта 2022 |
| 9       | Алёна узнаёт, что из-за неё Иван подрался с Дорой. Она решает подвергнуть их своим педагогическим испытаниям для укрепления их союза. У Кости новая задача — найти остальные письма отца, он надеется, что там есть подсказка по коду от денег. Для этого Костя вновь пытается использовать начальника колонии, взяв на себя измену начальника жене. Лида выходит из карцера и купается в роли «воровского авторитета», требуя от своих «шестёрок» новых «подгонов». | 24 марта 2022 |
| 10      | Алёна решает воспользоваться влюблённостью Ивана и заставить его исправить целый список недостатков. Для этого она врёт, что они могут быть парой. Окрылённый Иван бросается исправляться, но когда узнаёт, что его обманывали, всё становится ещё хуже. | 28 марта 2022 |
| 11      | Алёна узнаёт, что Лида устроила «чёрную масть», и решает применить свою методику, для чего вызывает человека, который знает, что такое настоящая «чёрная масть». | 29 марта 2022 |
| 12      | Алёна, находясь в растерянности относительно своих чувств к Ивану, решает поставить свои эксперименты на себе самой — и погрузить себя в состояние гипнотического сна. Когда Алёна просыпается, то узнаёт о себе много интересного. | 30 марта 2022 |
| 13      | Алёна не знает, как себя вести с Иваном, и решает вернуться в свой полуразрушенный дом. Иван решительно против и готов съехать сам, но Алёна непреклонна. Тогда Иван бульдозером сносит остатки дома и признаётся, что он никогда не отступится от любимой. | 31 марта 2022 |
| 14      | Иван, оказавшись рядом с Алёной, становится свидетелем её очередной методики по спасению Лиды от алкоголизма. Иван не согласен с Алёной и пытается спасти Лиду от экзекуции. Но для Лиды это лишь повод напиться ещё больше, а Алёна принимает решение больше никогда не посвящать Ивана в свою работу. | 4 апреля 2022 |
| 15      | Алёна с Костей едут на могилу матери Алёны, чтобы навести там порядок. Выясняется, что Костя напросился помогать Алёне, потому что увидел настоящий код на фотографии матери. Костя готов пойти на крайние меры, но убеждается, что Алёна непреклонна и раздаст эти деньги людям. | 5 апреля 2022 |
| 16      | Жанна сталкивается с решительным настроем Жукова, который переводит Стаса на строгий режим. Жанна соглашается переспать с Жуковым, но выясняется, что Жуков хочет «по любви». Марина пытается вытащить Лиду из «синей ямы», но её усилия натыкаются на равнодушие самой Лиды. | 6 апреля 2022 |

### Второй сезон
| № серии | Описание серии | Премьера         |
| ------- | --- | ---------------- |
| 1 (17)  | Алёна Неверова продолжает перевоспитание заключённых добром, она устроила в колонии день Любви, Семьи и Верности, и решает вдохновить всех через их историю любви с Иваном. Тот уехал разводиться с женой, вернётся, и по задумке Алёны должен сделать ей предложение при заключённых. Но Алёну ждёт потрясение. | 16 сентября 2024 |
| 2 (18)  | Алёна после того, как её бросил Иван, бодрится и пытается отвлечься работой. Но приезд жены Ивана ранит её ещё сильнее. Жанна узнаёт, что Быкова выкрала телефон Жукова, преследуя свои цели — она хочет, чтобы они с Жуковым стали парой. А сама Жанна для Быковой — конкурентка. Марина пытается использовать влюблённого в неё Цыренова и разочаровывает его. | 16 сентября 2024 |
| 3 (19)  | Алёна вводит в колонии новую систему перевоспитания — обучение добру на уровне рефлексов. Заключённые страдают, но подыгрывают ей, сочувствуя её драме с Иваном. Алёна узнаёт об этом и только ещё больше ужесточается. | 17 сентября 2024 |
| 4 (20)  | Алёна продолжает становиться более жестокой из-за разрыва с Иваном и придумывает избавить Костю от алчности через страх смерти, который он испытает якобы во сне. В финале понимает, что перегнула с методом и прощает Ивана, сообщение от которого ей привозит Семён. Лида хочет понравиться отцу Михаилу и решает заинтересовать его щедрым взносом в храм, украв деньги из церковного ящика.                                                                                               | 17 сентября 2024 |
| 5 (21)  | Алёна и вся колония встречают нового Начальника колонии — полковника Глебова. Тот явно не оправдывает ожиданий Алёны, а в итоге и вовсе решает её уволить. Костя решает подставить Алёну при новом начальстве и с помощью нового сидельца Рухина хочет устроить бунт среди кавказцев. Марина хочет заработать баллы для УДО и вместе с Ксюшей участвует в творческом конкурсе среди заключённых, но в итоге только портит отношения с Ксюшей.                                                 | 18 сентября 2024 |
| 6 (22)  | Алёна пытается найти общий язык с полковником Глебовым и узнаёт, что тот не просто так выпивает и куролесит — он бывший оперативник, с которым несправедливо обошлись. Жанна с Жуковым объединились против Быковой, едут к ней домой, чтобы найти телефон Жукова. Но только усугубляют ситуацию с Быковой. Лида решает по-женски соблазнить отца Михаила, но он реагирует явно не так, как она рассчитывала.                                                                                  | 18 сентября 2024 |
| 7 (23)  | Марина хочет через сестринские чувства использовать Алёну для получения баллов по УДО. Алёна решает разбудить в ней настоящие чувства сестры. Костя не оставляет планов подставить Алёну и решает выкрасть документы из её сейфа. У Жанны продолжается конфликт с Быковой — та решила наказать Жанну и обливает ей волосы смолой. Ради спасения волос Жанна вынуждена унизиться и обратиться за помощью к Лиде.                                                                               | 19 сентября 2024 |
| 8 (24)  | Алёна узнаёт про конфликт между Жанной и Быковой и решает устранить его, проведя их через общее приключение, ситуацию разрешает Жуков. Лида хочет наказать отца Михаила за то, что тот её отверг, но в итоге узнаёт, что у него есть к ней чувства. Рухин хочет, чтобы Костя перестал мстить Алёне и обращается за помощью к Марине, влюбляется в неё. | 19 сентября 2024 |
| 9 (25)  | Алёна узнаёт о планах Лиды на отца Михаила и видит в этом её неправильное желание опять жить за счёт других. Решает отучить Лиду, подставив с контрабандой. Жанна в борьбе с Быковой просит помощи у Кости, тот решает использовать Жанну в своих целях по мести Алёне. Цыренов и Рухин борются за Марину. | 23 сентября 2024 |
| 10 (26) | Алёна помогает Глебову не совершить ошибку, преступив закон. Отец Михаил везёт Лиду к себе домой, где раскрывает, почему они не могут быть вместе. Цыренов и Рухин помогают Марине избежать наказания от Голованова. | 23 сентября 2024 |
| 11 (27) | Алёна узнаёт, что Марина одновременно флиртует и с Цыреновым, и с Рухином, и решает остановить такое потребительское отношение Марины к ним. Марина признаётся в чувствах к Цыренову. Жуков ради спасения Жанны, спит с Быковой. Лида флиртует с Адилом, чтобы вызвать ревность у отца Михаила. | 24 сентября 2024 |
| 12 (28) | Алёна узнаёт, что Лида использует Адила для своих планов и решает перевоспитать её, перевоплотившись в маму Адила. Быкова просит Жукова доказать свои чувства и побрить Жанну. Жуков, желая выгородить Жанну, только усугубляет ситуацию — та попадает в ШИЗО. Рухин мешает Косте с планами подставить Алёну, Костя травит Рухина грибами. | 24 сентября 2024 |
| 13 (29) | Алёна решает вытащить Глебова из апатии, для этого фиктивно грабит оружейный склад. Лида в раздрае после неудачи с отцом Михаилом и пьяная попадает в неприятную ситуацию. Отец Михаил выручает её. Жуков, чтобы избавить себя и Жанну от Быковой, решает сдаться и пишет явку с повинной. Жанна спасает Жукова, Быкова «раздавлена» — понимает, что проиграла в борьбе за него. | 24 сентября 2024 |
| 14 (30) | Глебов вышел из апатии и решает убрать из колонии всю методику, которую все годы развивала Алёна. Жанна и Жуков узнают, что Быкова с горя решила наложить на себя руки, едут её спасать. После общего приключения между Жанной и Жуковым происходит близость. | 25 сентября 2024 |
| 15 (31) | В колонию приезжает комиссия по УДО. Верхоланцевы узнают от Кости, что Алёна не собирается отдавать их дела на рассмотрении об освобождении. Травят Алёну грибами, чтобы остановить. Алёну увозит скорая, Глебов догадывается, что это дело рук Верхоланцевых. Лида едет к наставнику отца Михаила, где ради него решается отступить и не развивать отношения. Жанна, предполагая, что после связи с Жуковым может забеременеть, решается на экстренную контрацепцию. Её останавливает Жуков. | 25 сентября 2024 |
| 16 (32) | Алёна, узнав, что Верхоланцевым грозит дополнительный срок, сбегает из больницы в колонию, чтобы остановить Глебова, который решил их посадить. Но при этом она уже внутренне понимает, что Глебов был прав — её методика перевоспитания несовершенна, и ей надо всё переосмыслить. | 25 сентября 2024 |

## Реакция
Первый трейлер сериала был негативно встречен публикой из-за шутки про насилие в тюрьмах.
Сериал получил положительные оценки критиков и журналистов:
- Егор Москвитин, кинокритик:

Там не было никакого жёсткого юмора, ничего недопустимого или страшного. Наоборот, это была трогательная семейная история о наивной женщине, которая пытается с помощью своей профессии — а она сотрудница ФСИН — перевоспитать своих родственников, которые абсолютно без царя в голове»
- Сергей Сычёв, «Известия»:

Анна Михалкова опять в главной роли, только на этот раз она надзирательница в колонии, но у неё совершенно макаренковские амбиции по перевоспитанию своего контингента, она бодра, настойчива и, поскольку это комедия, несколько простодушна. В общем, это именно тот продукт, на который рассчитывает зритель: с озорным юмором, насмешками над толстосумами и музыкой Шнурова за кадром»
- Лика Брагина, «ТН Звёзды»:

Алёну Неверову окрестили одной из самых необычных и неоднозначных героинь современных российских сериалов: она верит в добро и не видит границ в своём отчаянном перевоспитании людей, оказавшихся в колонии поселении

## Награды и номинации
- 2021 — приз «Лучший режиссёр» (Анна Пармас) на III фестивале сериалов «Пилот» в Иваново[10].
- 2023 — две номинации на премию «Золотой орёл» за 2022 год в категориях «Лучший телевизионный сериал» и «Лучшая женская роль на телевидении» (Анна Михалкова)[11].